# كاتي بيكر
كاتي بيكر هي لاعبة هوكي الحقل كندية، ولدت في 21 أبريل 1984.

## وصلات خارجية
- كاتي بيكر على موقع اتحاد ألعاب الكومنولث (مؤرشف) (الإنجليزية)